# Florești-Stoenești
Florești-Stoenești is een Roemeense gemeente in het district Giurgiu.
Florești-Stoenești telt 8714 inwoners.